# Calosphaeria ciliatula
Calosphaeria ciliatula är en svampart som tillhör divisionen sporsäcksvampar, och som först beskrevs av Fr., och fick sitt nu gällande namn av Petter Adolf Karsten. Calosphaeria ciliatula ingår i släktet Calosphaeria, och familjen Calosphaeriaceae. Arten är reproducerande i Sverige.